# Мюкримюксенсаари
Мюкримюксенсаари — полуостров в Ладожском озере. Относится к группе Западных Ладожский шхер. Территориально относится к Лахденпохского району Карелии, Россия.
Имеет почти округлую форму. Длина 2,8 км, ширина 2,1 км. Наивысшая точка — 59 м на востоке.
Расположен у восточных берегов полуострова Терву, от которого отделен узким проливом. Полуостров возвышенный, восточный и южный берега стремительно обрываются к озеру. На севере и северо-востоке протекает небольшой ручей. Почти весь покрыт лесом.